# Ponti di Parigi

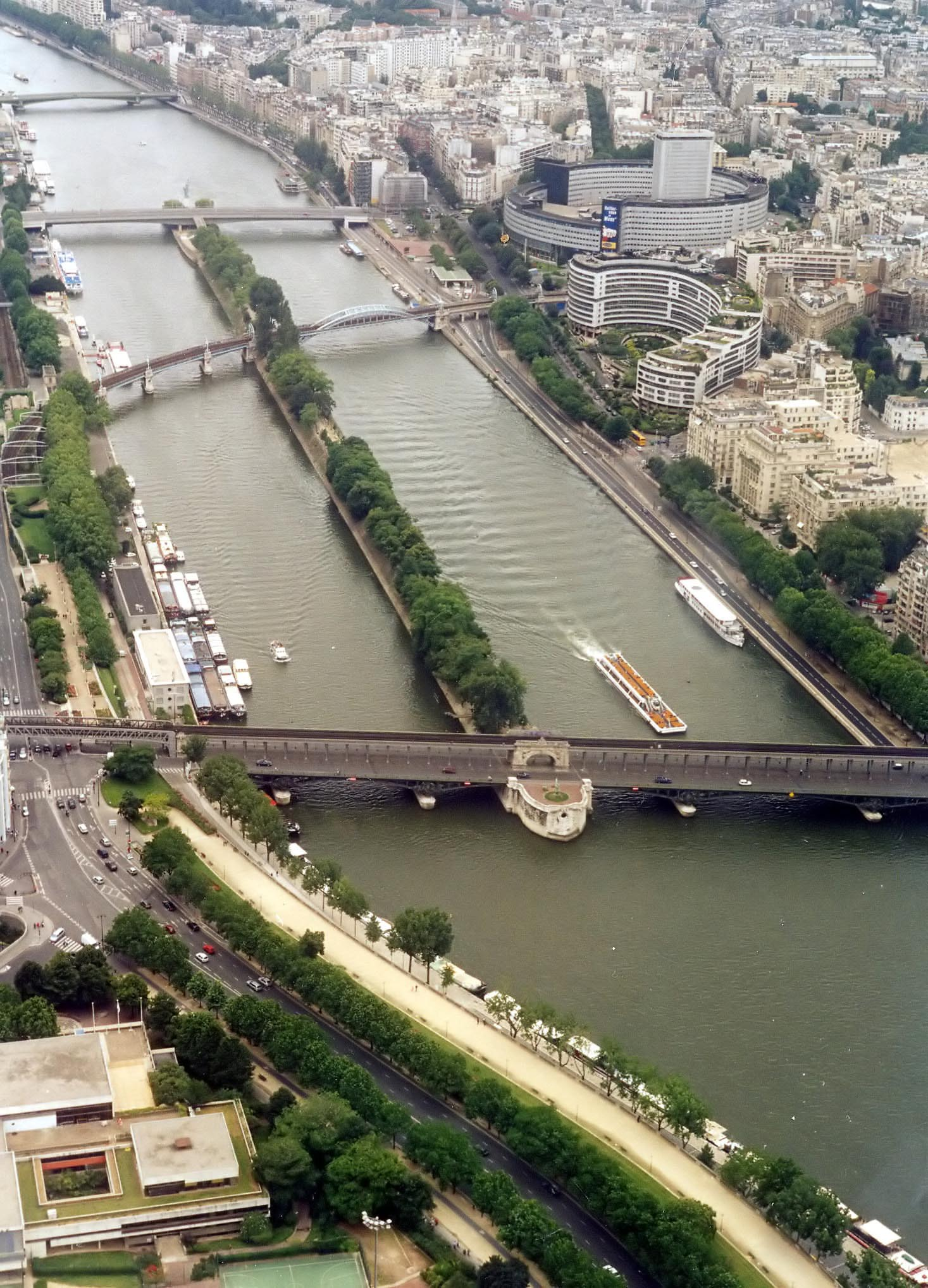
Vista dalla Tour Eiffel verso valle:
in primo piano il Pont Bir-Hakeim, poi il Pont Rouelle, il Pont Grenelle e il Pont Mirabeau. Al centro l'Île aux Cygnes.

A Parigi vi sono numerosi ponti, i principali sulla Senna, altri su corsi d'acqua secondari come l'Ourcq, altri ancora sui numerosi canali parigini, molti dei quali sono navigabili per natanti di piccole dimensioni.

## Ponti sulla Senna
La Senna è attraversata a Parigi da 37 ponti, 31 dei quali automobilistici, due ferroviari e quattro pedonali.
Il più vecchio, nonostante il nome, è il Pont Neuf (Ponte Nuovo), ultimato nel 1607. Il più recente è la Passerelle Simone-de-Beauvoir, inaugurata nel 2006 e costruita con una tecnica modernissima. Le sue cinque campate a struttura lenticolare arco-catena attraversano la Senna senza mai toccarla.
Il più lungo (312 metri) è il Pont aval (il nome deriva dalla sua posizione, "ponte a valle"), in calcestruzzo armato precompresso con due piani viabili affiancati.
| #  | Nome                             | Anno di costruzione | Lunghezza (m) | Tecnica costruttiva              | Arrondissement collegati | Note | Immagine |
| -- | -------------------------------- | ------------------- | ------------- | -------------------------------- | ------------------------ | --- | -------- |
| 1  | Pont amont                       | 1969                | 270           | Calcestruzzo armato precompresso | XII - XIII               | All'ingresso della Senna a Parigi, percorribile solo con auto/motoveicoli, a servizio esclusivo del Boulevard périphérique                                                             |          |
| 2  | Pont National                    | 1853                | 188,5         | Muratura                         | XII - XIII               | Inaugurato nel 1853 e ampliato nel 1936 e nel 1953. Attraversato anche dalla linea 3a del tram.                                                                                        |          |
| 3  | Pont de Tolbiac                  | 1882                | 168           | Muratura                         | XII - XIII               | Ponte a 5 campate ellittiche inaugurato nel 1882. |          |
| 4  | Passerelle Simone-de-Beauvoir    | 2006                | 304           | Acciaio                          | XII - XIII               | A uso esclusivo pedonale, inaugurata il 13 luglio 2006, conduce direttamente alla Biblioteca nazionale di Francia                                                                      |          |
| 5  | Pont de Bercy                    | 1864                | 175           | Muratura                         | XII - XIII               | Comprende un viadotto ferroviario per la linea 6 del Métro al di sopra del livello riservato alla circolazione stradale. Sopraelevazione per il Métro nel 1904. Ampliato nel 1989-1991 |          |
| 6  | Pont Charles-de-Gaulle           | 1996                | 207,75        | Calcestruzzo armato precompresso | XII - XIII               | Ponte di costruzione recente dal design molto moderno |          |
| 7  | Viaduc d'Austerlitz              | 1905                | 140           | Acciaio                          | XII - XIII               | Ponte ferroviario per il Métro |          |
| 8  | Pont d'Austerlitz                | 1854                | 173,80        | Muratura                         | V/XIII - XII             | In muratura con 5 campate ad arco |          |
| 9  | Pont de Sully                    | 1876                | 256           | Ghisa e muratura                 | IV - V                   | Costituito da due costruzioni distinte, attraversa l'Île Saint-Louis |          |
| 10 | Pont de la Tournelle             | 1928                | 122           | Cemento armato                   | IV - V                   | Tra la rive gauche e l'Île Saint-Louis |          |
| 11 | Pont Marie                       | 1630                | 92            | Pietra e muratura                | IV                       | È il secondo ponte più vecchio di Parigi |          |
| 12 | Pont Louis-Philippe              | 1862                | 100           | Muratura                         | IV                       | Tra l'Île Saint-Louis e la rive droite |          |
| 13 | Pont Saint-Louis                 | 1627                | 67            | Acciaio                          | IV                       | Tra l'Île de la Cité e l'l'Île Saint-Louis. |          |
| 14 | Pont de l'Archevêché             | 1828                | 68            | Pietra e muratura                | IV - V                   | Tra la rive gauche e l'Île de la Cité |          |
| 15 | Pont au Double                   | 1883                | 45            | Ghisa                            | IV - V                   | Tra la rive gauche e l'Île de la Cité |          |
| 16 | Pont d'Arcole                    | 1854                | 80            | Acciaio                          | IV                       | Tra la parte orientale dell'Île de la Cité e la rive droite che si affaccia sulla Senna, entrambe nel IV arrondissement                                                                |          |
| 17 | Petit-Pont-Cardinal-Lustiger     | 1853                | 32            | Pietra e muratura                | IV - V                   | Tra la rive gauche e la parte orientale dell'Île de la Cité |          |
| 18 | Pont Notre-Dame                  | 1914                | 105           | Pietra e acciaio                 | IV                       | Tra la parte orientale dell'Île de la Cité e la rive droite che si affaccia sulla Senna, entrambe nel IV arrondissement                                                                |          |
| 19 | Pont Saint-Michel                | 1857                | 62            | Pietra e muratura                | I - V/VI                 | Tra la parte occidentale dell'Île de la Cité (I arr.) e la rive gauche che vi si affaccia (V e VI arr.)                                                                                |          |
| 20 | Pont au Change                   | 1859                | 103           | Pietra e muratura                | I - IV                   | Tra l'Île de la Cité e la rive droite |          |
| 21 | Pont Neuf                        | 1607                | 238           | Pietra e muratura                | I - VI                   | Il ponte più vecchio di Parigi. Attraversa la punta ovest dell'Île de la Cité. |          |
| 22 | Pont des Arts                    | 1804                | 155           | Muratura e acciaio               | I - VI                   | Passerella pedonale |          |
| 23 | Pont du Carrousel                | 1939                | 168           | Cemento armato                   | I - VI/VII               | Era chiamato in passato Pont du Louvre |          |
| 24 | Pont Royal                       | 1689                | 110           | Pietra e muratura                | I - VII                  | Ponte a 5 campate, il terzo più vecchio di Parigi |          |
| 25 | Passerelle Léopold-Sédar-Senghor | 1999                | 106           | Acciaio e legno                  | I - VII                  | Rinominata nel 2006 (si chiamava Passerelle de Solférino) |          |
| 26 | Pont de la Concorde              | 1791                | 153           | Pietra e cemento armato          | VII - VIII               | Costruito durante la Rivoluzione francese, si chiamò anche Pont Louis XVI e Pont de la Révolution. Ampliato nel 1929-1931                                                              |          |
| 27 | Pont Alexandre III               | 1900                | 152           | Acciaio                          | VII - VIII               | Costruito per l'Expo 1900, è il più elegante dei ponti di Parigi. Completamente ristrutturato nel 1998.                                                                                |          |
| 28 | Pont des Invalides               | 1856                | 152           | Muratura                         | VII - VIII               | Ponte a 4 campate, è il più basso dei ponti sulla Senna a Parigi. |          |
| 29 | Pont de l'Alma                   | 1974                | 153           | Muratura                         | VII - VIII/XVI           | Ponte a due campate asimmetriche. In un tunnel che porta al ponte perse la vita nel 1997 la principessa Diana Spencer                                                                  |          |
| 30 | Passerelle Debilly               | 1900                | 125           | Acciaio                          | VII - XVI                | Passerella pedonale |          |
| 31 | Pont d'Iéna                      | 1814                | 155           | Pietra e muratura                | VII - XVI                | Collega il Trocadéro alla Tour Eiffel, ampliato nel 1937 |          |
| 32 | Pont de Bir-Hakeim               | 1905                | 237           | Acciaio                          | XV - XVI                 | Ha due piani, uno per il Métro e uno automobilistico |          |
| 33 | Pont Rouelle                     | 1900                | 370           | Acciaio                          | XV - XVI                 | Viadotto ferroviario |          |
| 34 | Pont de Grenelle                 | 1968                | 220           | Acciaio                          | XV - XVI                 | Attraversa l'Île aux Cygnes |          |
| 35 | Pont Mirabeau                    | 1896                | 173           | Acciaio                          | XV - XVI                 | Ponte ad arco con struttura reticolare in acciaio |          |
| 36 | Pont du Garigliano               | 1966                | 209           | Acciaio                          | XV - XVI                 | Ponte con struttura metallica a tre campate |          |
| 37 | Pont aval                        | 1968                | 313           | Calcestruzzo armato precompresso | XV - XVI                 | All'uscita della Senna da Parigi, percorribile solo con auto/motoveicoli, a servizio esclusivo del Boulevard périphérique                                                              |          |

## Ponti sui canali
Il sistema di canali di Parigi è molto vasto ed è dotato di numerosi ponti, tra cui moltissime passerelle.

Alcuni possono essere alzati per permettere il passaggio di natanti, interrompendo nel frattempo il traffico.
- Sul canale dell'Ourcq
  - Pont de la rue de l'Ourcq
  - Pont levant de la rue de Crimée
- Sul canal Saint-Denis
  - Pont du Boulevard périphérique
  - Pont du Boulevard Macdonald
  - Pont de l'Avenue Corentin-Cariou
- Sul canal Saint-Martin
  - Pont de la rue Louis Blanc
  - Passerelle Bichat
  - Pont tournant de la Grange aux Belles
  - Passerelle Richerand
  - Passerelle Alibert
  - Pont tournant de la rue Dieu
  - Passerelle des Douanes
- Sul Bassin de l'Arsenal
  - Passerelle de Mornay
  - Pont Morland
  - Pont-métro Morland
- Sul Bassin de la Villette
  - Passerelle des écluses de la Villette
  - Passerelle de la Moselle